# 친애하는 백인 여러분
《친애하는 백인 여러분》(영어: Dear White People)은 미국의 풍자 시트콤으로, 저스틴 시미언 감독이 자신의 영화 《캠퍼스 오바마 전쟁》(원제는 같다)를 리메이크하여 TV 시리즈로 만든 작품이다.

## 출연진

### 주연
- 로건 브라우닝 - 서맨사 화이트
- 브랜던 P. 벨 - 트로이 페어뱅크스
- 더론 호턴 - 라이어널 히긴스
- 앤트와넷 로버트슨 - 컬랜드리아 "코코" 코너스
- 존 패트릭 아메도리 - 게이브 미첼
- 마크 리처드슨 - 레지 그린
- 애슐리 블레인 페더슨 - 조엘 브룩스
- 잔카를로 에스포시토 - 내레이터

### 조연
- 오바 바바툰데 - 딘 페어뱅크스
- 앨리 마키 - 이쿠미
- 케이틀린 카버 - 머피 터틀
- 와이엇 내시 - 커트 플레처
- 브랜트 도허티 - 세인 록우드
- 니아 롱 - 니카 홉스
- 니아 저비어 - 켈시 필립스
- 제러미 타디 - 라시드 바크르
- 저마 마이클 - 앨
- 프랜시아 라이사 - 버네사
- 앨릭스 앨체이 - 마일로
- 리나 웨이드 - P. 니니
- 테사 톰슨 - 리키 카터
- 타일러 제임스 윌리엄스 - 카슨 로즈
- 브랜던 올터 - 조지
- 웬디 라켈 로빈슨 - 티나 화이트